# مينداوغاس جيردجيوناس
مينداوغاس جيردجيوناس (بالليتوانية: Mindaugas Girdžiūnas) مواليد 9 يناير 1989 في كلايبيدا، الجمهورية الليتوانية السوفيتية الاشتراكية، هو لاعب كرة سلة ليتواني. بدأ مسيرته الاحترافية في سنة 2009. يحمل الرقم 8. لعب مع نادي نبتونس لكرة السلة ونادي نفيجيس لكرة السلة.